# Juan de Cuevas Pareja
Juan de Cuevas Pareja (fl. 1651-1661) fue un compositor y maestro de capilla español.

## Vida
Se desconoce el origen y la formación de Juan de Cuevas Pareja. Él mismo contó diferentes versiones a los músicos de la capilla de la Catedral de Canarias, por lo que no es posible deducir cuál fue su lugar de nacimiento.
Las primeras noticias que se tienen de él son de 1651, cuando llegó a la Catedral de Canarias desde la Península como maestro de capilla. Venía enviado por el prior de la Colegiata del Salvador de Sevilla, Juan Antonio Galeas, como sucesor del maestro Francisco Redondo, que había sido despedido en 1650 de su cargo «por sus muchas inquietudes, faltas de respeto, conducta general y malos tratos que daba a su mujer». Es posible que se trate del mismo Juan Cuevas que solicitó sin éxito el magisterio de la Colegiata del Salvador tras la desaparición del maestro Ginés Martínez de Galves en 1649, cargo que finalmente sería concedido a Andrés Botello de Alanhuza.
En Gran Canaria, bien fuera por la mala experiencia con los maestros anteriores, bien fuera porque le antecedía una cierta fama, el cabildo tomó la inusual decisión de incluir una cláusula entre sus obligaciones que le ordenaba hacer inventario de todos los libros de música, papeles y cuadernillos de música disponibles en la Catedral. Además, debía entregar la lista siempre que el cabildo se lo exigiera, lo que ocurrió a menudo durante los años que permaneció en el cargo.
Desde poco después de su llegada afirmaba ser licenciado y estar ordenado en secreto en órdenes mayores por el Obispo de Canarias, lo que le permitía decir misa. Vivía con una mujer, de la que decía era su hermana. A los músicos les contaba distintas historias sobre su origen y su vida, afirmando haber permanecido durante muchos años en el extranjero y relatando las mayores fantasías sobre sus viajes. Un ministril que decía conocerlo corrió la voz de que estaba casado en Écija y que tenía un hijo. Los rumores iban aumentando, cuando publicó en Sevilla unos villancicos en los que colocaba debajo de su nombre «Licenciado y Presbítero». Acabó procesado por la inquisición y expulsado del cargo. De los legajos de este proceso se conocen parte los sucesos del paso de Cuevas por Las Palmas. Gracias a la intervención y el apoyo del obispo Juan de Toledo, consiguió salir indemne del proceso y fue readmitido a principios de 1658.
Sin embargo las relaciones con el cabildo ya estaban muy deterioradas y se le exigió que devolviera la música que tenía en su poder «antes de un mes». Fue despedido a los pocos meses, pero se le mantuvo como maestro interino durante un año más para facilitar la transición con el sucesor y tratar de recuperar los libros y papeles que Cuevas no terminaba de entregar. Se nombraba sobre todo el Libro de las Pasiones de Melchor Cabello. El cabildo retuvo su salario durante un año como medida de presión, pero tuvo que acudir al obispo. Finalmente se llegó a un acuerdo y Cuevas devolvió los libros y recibió su salario y una ayuda de costa para el viaje de vuelta a la península.
En 1990 el musicólogo Siemens afirma que tras su paso por la Catedral de Canarias, Cuevas regresó a la Península. Sin embargo la musicóloga Rosario Álvarez Marínez publicó en 2019 nueva información sobre el paradero de Cuevas. Al parecer, Juan de Cuevas se presentó en San Cristóbal de La Laguna y la iglesia de los Remedios, la antecesora de la Catedral de San Cristóbal, lo contrató como músico externo de la ciudad con un salario de 800 reales anuales. Entre sus obligaciones estaba abrir una escuela y enseñar a «solfar» a todo aquel que lo desease, además de participar en todas las fiestas civiles y religiosas. Se desconoce si el músico aceptó el contrato y si el proyecto tuvo sus frutos, pero lo cierto es que la liturgia y la música en la parroquia de los Remedios alcanzó un florecimiento notable en el siglo XVII, tal como relata el historiador Juan Núñez de la Peña en su Conquista y Antigüedades de las Islas Canarias [...].
A partir de ese momento se pierde el rastro de Cuevas, que pudo regresar a la Península o trasladarse a América, como tantos otros músicos de la época.

## Obra
Solo se conoce una obra de Cuevas, una Misa de 4.º tono a ocho voces y acompañamiento, que fue remitida por una sobrina del maestro ocho años después de su partida.